# Hellaserica elongata
Hellaserica elongata är en skalbaggsart som beskrevs av Edmund Reitter 1887. Hellaserica elongata ingår i släktet Hellaserica och familjen Melolonthidae. Inga underarter finns listade i Catalogue of Life.